# Lungenmühle
Lungenmühle (auch Lanzenmühl und Lutzenmühle genannt) ist ein Gemeindeteil des Marktes Seinsheim im Landkreis Kitzingen (Unterfranken, Bayern). Lungenmühle liegt in der Gemarkung Wässerndorf.

## Geografische Lage
Die Einöde liegt an der Iff, einem linken Zufluss des Breitbachs, und ist allseits von Acker- und Grünland umgeben. Eine Gemeindeverbindungsstraße führt der Iff entlang nach Wässerndorf (0,4 km nördlich) bzw. nach Gehrenmühle (0,4 km südlich).

## Geschichte
Lungenmühle gehörte ursprünglich zur Realgemeinde Wässerndorf und unterstand wie diese dem schwarzenbergischen Amt Wässerndorf, das das Hoch- und Niedergericht ausübte.
Mit dem Gemeindeedikt (frühes 19. Jahrhundert) wurde Lungenmühle dem Steuerdistrikt Gnötzheim und der Ruralgemeinde Wässerndorf zugewiesen. Im Zuge der Gebietsreform in Bayern wurde Lungenmühle am 1. Mai 1978 nach Seinsheim eingemeindet.

### Einwohnerentwicklung
| Jahr      | 001818 | 001836 | 001840 | 001861 | 001871 | 001885 | 001900 | 001925 | 001950 | 001961 | 001970 | 001987 |
| Einwohner | 7      | 8      | 2      | *      | 5      | 5      | 6      | 8      | 4      | 4      | 3      | 2      |
| Häuser    | 2      | 1      | 1      |        |        | 1      | 2      | 2      | 1      | 1      |        | 1      |
| Quelle    | [ 2 ]  | [ 11 ] | [ 12 ] | [ 13 ] | [ 14 ] | [ 3 ]  | [ 15 ] | [ 16 ] | [ 17 ] | [ 18 ] | [ 19 ] | [ 1 ]  |

## Religion
Lungenmühle ist römisch-katholisch geprägt und bis heute nach St. Peter und Paul (Seinsheim) gepfarrt.